# Aloe sladeniana
Aloe sladeniana é uma espécie de liliopsida do gênero Aloe, pertencente à família Asphodelaceae.